# HD 145377
HD 145377 — звезда в созвездии Скорпиона на расстоянии около 188 световых лет от нас. Вокруг звезды обращается, как минимум, одна планета.

## Характеристики
HD 145377 представляет собой жёлтый карлик, имеющий массу и диаметр, равные 1,12 и 1,14 солнечных соответственно. Звезда в полтора раза превышает по яркости наше дневное светило и заметно горячее его: температура поверхности составляет около 6046 кельвинов. Возраст звезды оценивается приблизительно в 1,3 миллиарда лет.

## Планетная система
В 2008 году командой астрономов, работающих в рамках программы по поиску планет с помощью спектрографа HARPS, было объявлено об открытии планеты HD 145377 b в системе. Она принадлежит к классу горячих юпитеров: имея массу в 5,76 масс Юпитера, планета обращается очень близко к родительской звезде — на расстоянии всего лишь 0,45 а.е. Открытие было совершено методом Доплера.